# 东方鸟属
东方鸟属（学名：Chupkaornis，意为“东方的鸟”）是种生存于白垩纪晚期的不飞鸟，化石发现于日本北海道晚白垩世（科尼亚克期至桑托期）鹿儿岛组。

## 描述
该属的鉴别特征包括股骨有一突出的指状胫腓嵴、胸椎腹缘有一边界分明且边缘有凹痕的横向深凹、胸椎关节面呈双凹型。

## 种系发生学
田中公教等人（2017年）发现东方鸟比森诺曼期的帕斯基亚鸟更进阶、比布氏鸟和潜水鸟更原始。 